# 宮崎要
宮崎 要（みやざき かなめ、1916年4月27日 - 1965年6月17日）は、佐賀県出身の元プロ野球選手（内野手）、監督。
東芝に所属した元社会人野球選手の宮崎剛は息子。レースクイーンの藤井マリーは孫（娘の子）。

## 来歴・人物
佐賀商業学校から慶應義塾大学に進む。大学時代は名二塁手として、飯島滋弥・大館盈六・宇野光雄とともに100万ドル内野陣を形成。東京六大学リーグ通算73試合出場、243打数42安打、打率.173、0本塁打。
大学卒業後、社会人野球の藤倉電線を経て、ノンプロの西日本鉄道に入社。1年目から選手兼任監督としてチームを全国優勝に導いた。1950年に西日本鉄道がプロ野球に参入(球団名・西鉄クリッパース)し、そのまま初代監督に就任。同年は51勝67敗（勝率.432）で5位に終わるが、プレイングマネージャーとして二番・二塁手も務めて、打率.294を記録しリーグ打撃11位に入る。温厚な人柄から多くの選手に慕われた好人物であった。
しかし、チームは同年オフに同じ福岡市を本拠地とする西日本パイレーツを吸収合併し『西鉄ライオンズ』となった。当初西鉄は三原脩を監督に据えて宮崎を選手専任にしようとしたものの、旧クリッパース側の選手からの反発もあり、三原を総監督に据えて、宮崎は選手兼任でライオンズとしても初代監督となった。実際のチームの指揮は総監督の三原が執ったが、宮崎は1952年まで監督を名乗った。なお、後身の埼玉西武ライオンズの公式サイトの年表では、宮崎は1950年の、三原は1951年からのライオンズ監督として扱われている。宮崎は1951年まで二塁手のレギュラーを務めるが、1952年から1953年にかけては今久留主淳と併用され、1954年に高卒新人だった仰木彬にレギュラーを譲って僅か13試合の出場に留まり、同年現役引退した。
現役引退後も西鉄ライオンズに残り、1955年から1957年にかけてコーチ・助監督を務めた。
西鉄退団後は故郷・佐賀に戻り、ノンプロチームの監督に就任。
しかし、当時「不治の病」とされていた癌に侵され、佐賀の病院に入院。親友の川崎徳次が訪ねた際には、すでに手遅れだったという。川崎が訪ねた数日後の1965年6月17日死去。満49歳没。

## 詳細情報

### 年度別打撃成績
| 年 度     | 球 団     | 試 合 | 打 席 | 打 数 | 得 点 | 安 打 | 二 塁 打 | 三 塁 打 | 本 塁 打 | 塁 打 | 打 点 | 盗 塁 | 盗 塁 死 | 犠 打 | 犠 飛 | 四 球 | 敬 遠 | 死 球 | 三 振 | 併 殺 打 | 打 率 | 出 塁 率 | 長 打 率 | O P S |
| --------- | --------- | ----- | ----- | ----- | ----- | ----- | -------- | -------- | -------- | ----- | ----- | ----- | -------- | ----- | ----- | ----- | ----- | ----- | ----- | -------- | ----- | -------- | -------- | ----- |
| 1950      | 西鉄      | 112   | 468   | 418   | 65    | 123   | 20       | 1        | 4        | 157   | 33    | 16    | 13       | 12    | -     | 37    | -     | 1     | 27    | 4        | .294  | .353     | .376     | .729  |
| 1951      | 西鉄      | 102   | 391   | 344   | 36    | 77    | 11       | 2        | 2        | 98    | 26    | 16    | 14       | 10    | -     | 35    | -     | 2     | 24    | 2        | .224  | .299     | .285     | .584  |
| 1952      | 西鉄      | 62    | 93    | 84    | 13    | 17    | 2        | 0        | 1        | 22    | 3     | 1     | 0        | 3     | -     | 6     | -     | 0     | 10    | 1        | .202  | .256     | .262     | .517  |
| 1953      | 西鉄      | 86    | 208   | 179   | 18    | 35    | 7        | 2        | 0        | 46    | 8     | 9     | 5        | 13    | -     | 13    | -     | 3     | 11    | 3        | .196  | .262     | .257     | .519  |
| 1954      | 西鉄      | 13    | 5     | 3     | 0     | 0     | 0        | 0        | 0        | 0     | 0     | 0     | 0        | 1     | 0     | 1     | -     | 0     | 1     | 0        | .000  | .250     | .000     | .250  |
| 通算：5年 | 通算：5年 | 375   | 1165  | 1028  | 132   | 252   | 40       | 5        | 7        | 323   | 70    | 42    | 32       | 39    | 0     | 92    | -     | 6     | 73    | 10       | .245  | .311     | .314     | .625  |

### 通算監督成績
- 120試合 51勝67敗2引分 勝率.432 順位：5位

### 背番号
- 30 （1950年 - 1953年）
- 50 （1954年 - 1957年）